# ماركو لوند
ماركو لوند (بالدنماركية: Marco Lund)‏ (30 يونيو 1996 - ) هو لاعب كرة قدم دانمركي في مركز الدفاع.

## وصلات خارجية
- ماركو لوند على موقع قاعدة بيانات كرة القدم.إي يو (الإنجليزية)
- ماركو لوند على موقع Soccerway.com (الإنجليزية)
- ماركو لوند على موقع عالم كرة القدم.نت (الإنجليزية)